# Categoría opuesta
En teoría de categorías, una rama de las matemáticas, la categoría opuesta o categoría dual Cop de una categoría C dada se forma invirtiendo los morfismos, es decir, intercambiando el dominio y codominio de cada morfismo. Haciendo esta inversión dos veces se obtiene la categoría original. Formalmente, {\displaystyle (C^{\text{op}})^{\text{op}}=C}.

## Ejemplos
- Un ejemplo resulta al invertir la dirección de las desigualdades en un orden parcial.
- La categoría de esquemas afines es equivalente al opuesto de la categoría de anillos conmutativo.

## Propiedades
El opuesto preserva:
- Productos: {\displaystyle (C\times D)^{\text{op}}\cong C^{\text{op}}\times D^{\text{op}}}
- Funtores: {\displaystyle (\mathrm {Funct} (C,D))^{\text{op}}\cong \mathrm {Funct} (C^{\text{op}},D^{\text{op}})}

- Datos: Q7098616